# ۴۴۵ (میلادی)
۴۴۵ (میلادی) چهارصد و چهل و پنجمین سال تقویم میلادی است.

## درگذشتگان
‎